# Grand Theft Auto Advance
Grand Theft Auto Advance ist der Ableger der Grand-Theft-Auto-Serie für Nintendos Game Boy Advance. Es ist das erste Spiel der Serie, das speziell für eine Mobilkonsole entwickelt wurde. Untypisch für die Serie ist ebenfalls die USK-Freigabe ab 12 Jahren.

## Handlung
Der Protagonist Mike hat zusammen mit seinem Freund und Mentor Vinnie eine kriminelle Laufbahn in der fiktiven, New York City nachempfundenen Stadt Liberty City hinter sich. Zusammen wollen die beiden mit ihrem kriminell verdienten Geld schließlich die Stadt verlassen und ein neues Leben an einem anderen Ort beginnen. Vinnie überredet jedoch Mike, noch einige letzte Aufträge zu erledigen, bevor die beiden sich endgültig aus Liberty City zurückziehen. Beim letzten dieser Aufträge muss Mike hilflos zusehen, wie Vinnie auf einem Parkplatz von einer Autobombe scheinbar getötet wird. Fortan versucht Mike, die Hintergründe von Vinnies Ermordung aufzuklären und den Täter ausfindig zu machen. Dabei lernt er einige Untergrund-Größen Liberty Citys kennen, wie etwa Asuka Kasen, die Leiterin der Yakuza in Liberty City, Cisco, einen der Hauptakteure des kolumbianischen Drogenkartells oder King Courtney, den Anführer einer jamaikanischen Gang. Später findet Mike heraus, dass sein ehemaliger Partner Vinnie seinen Tod nur vorgetäuscht hat und sich mit dem Geld der beiden aus dem Staub gemacht hat. Mike schwört Rache und versucht von nun an Vinnie zur Rechenschaft zu ziehen.
Die Handlung überschneidet sich teilweise auch mit der von GTA III, viele bekannte Charaktere von dort tauchen auch in GTA Advance auf.

## Gameplay
Wie in den ersten beiden Teilen auf PlayStation oder PC wird aus der 2D-Vogelperspektive gespielt. Grafisch ist GTA Advance ein Mix aus dem originalen Grand Theft Auto und GTA III. Ursprünglich sollte das Spiel eine Eins-zu-eins-Umsetzung von GTA III werden. Im späteren Entwicklungsverlauf wurde diese Idee aber verworfen und eine eigenständige Hintergrundgeschichte entworfen. Gleichzeitig wurde die Stadt Liberty City, in der GTA Advance spielt, geringfügig angepasst und auf die begrenzten Möglichkeiten des Game Boy Advance abgestimmt.
Aufgrund der geringen Auflösung und der ungenauen Steuerung wird das Spiel oft als schwächster Teil der Serie empfunden.
Programmiert wurde die Game-Boy-Advance-Version von Digital Eclipse mit Unterstützung von Rockstar North.

## Rezeption
Das Spielgefühl sei überraschend gut auf den Handheld transportiert worden. Technisch gäbe es jedoch Probleme. So ruckele das Scrolling und die Minimap sei nur schwer erkennbar.